# Andriej Sieliwanow
Andriej Nikołajewicz Sieliwanow (ros. Андрей Николаевич Селиванов; ur. 24 lipca?/5 sierpnia 1847, zm. 15 lipca 1917) – rosyjski wojskowy, generał piechoty, dowódca 11 Armii w czasie I wojny światowej.

## Życiorys
Urodził się w rodzinie szlacheckiej z guberni moskiewskiej. W 1863 roku ukończył Aleksandrowski Korpus Kadetów dla sierot w Moskwie.
W 1863 roku wstąpił do wojska, gdzie ukończył w 1866 Michajłowską Szkołę Artylerii. Po ukończeniu szkoły został wcielony do 14 Brygady Artylerii. W 1867 roku został przeniesiony do rezerwy.
Ponownie wstąpił do wojska 15 marca 1870 roku i został oficerem w artylerii polowej. Brał udział w wojnie rosyjsko-tureckiej w latach 1877–1878.  Po czym ukończył Nikołajewską Akademię Sztabu Generalnego, po jej ukończeniu został starszym adiutantem sztabu 12 Dywizji Kawalerii. Od 1880 do 1884 roku jest oficerem do zleceń sztabu 12 Korpusu Armijnego, w tym czasie w latach 1880–1881 odbył praktykę dowódczą jako dowódca batalionu w 131 Tiraspolskim pułku piechoty.
W 1884 roku został oficerem do zleceń w sztabie Kijowskiego Okręgu Wojskowego, a potem oficer Głównego Sztabu, a w 1887 roku został naczelnikiem kancelarii Wydziału Mobilizacyjnego Głównego Sztabu. W 1889 został szefem sztabu 8 Dywizji Kawalerii, a w 1893 dowódcą 111 Dońskiego pułku piechoty.
W 1895 został generałem-kwatermistrzem sztabu Wileńskiego Okręgu Wojskowego. 10 marca 1899 roku został szefem sztabu Amurskiego Okręgu Wojskowego, będąc na tym stanowisku uczestniczył w wojnie rosyjsko-chińskiej w 1900 roku.
Po czym przechodzi do służby liniowej i jest kolejno dowódcą: 16 Dywizji Piechoty (4.07.1901 – 24.12.1903), 13 Dywizji Piechoty (24.12.1903 – 23.10.1904) i 37 Dywizji Piechoty (23.10.1904 – 18.08.1905).  Będąc dowódcą tych dywizji wziął udział w wojnie rosyjsko-japońskiej, podczas której czasowo w okresie od 28 stycznia do 30 kwietnia 1905 roku pełnił obowiązki dowódcy 17 Korpusu Armijnego. Wyróżnił się w czasie tej wojny i został wyróżniony orderem św. Jerzego kl. IV i złotą szablą.
18 sierpnia 1905 roku został dowódcą 2 Zbiorczego Korpusu Strzeleckiego. W okresie od 25 kwietnia 1906 roku do 21 lipca 1910 był jednocześnie Generałem-gubernatorem guberni irkuckiej, dowódcą Irkuckiego Okręgu Wojskowego i atamanem nakaźnym Kozackiego Wojska Zabajkalskiego.
W 21 lipca 1910 roku został członkiem Rady Państwa i stanowisko to zajmował do czasu wybuchu I wojny światowej. W dniu 21 października 1914 roku wyznaczony został na dowódcę Armii Oblężniczej (przemianowana później w 11 Armię), której zadaniem miało być oblężenie i zdobycie twierdzy w Przemyślu. Armia pod jego dowództwem otoczyła twierdzę Przemyśl 5 listopada 1914 roku. Oblężenie zostało zakończone w marcu 1915 roku kapitulacja twierdzy. Wtedy też 11 Armia została przekształcona w armię polową a jej dowódcą miał pozostać gen. Sieliwanow. Jednak ze względu na stan zdrowa zrezygnował w dniu 5 kwietnia 1915 roku z funkcji dowódcy 11 Armii.
Po odejściu z funkcji dowódcy armii, do śmierci był członkiem Rady Państwa.

## Awanse
- podporucznik (Подпоручик) (8.08.1866)
- porucznik  (Поручик) (5.12.1870)
- sztabs–kapitan (Штабс-капитан) (29.09.1873)
- kapitan (Капитан) (26.12.1877)
- podpułkownik (Подполковник) (30.08.1880)
- pułkownik  (Полковник) (30.082.1883)
- generał major  (Генерал-майор) (30.06.1895)
- generał porucznik (Генерал-лейтенант) (31.01.1901)
- generał piechoty (Генерал от инфантерии) (6.12.1907)

## Odznaczenia
- Order Św. Stanisława kl. I (1897)
- Order Św. Stanisława kl. II (1883)
- Order Św. Anny kl. I (1904)
- Order Św. Anny kl. II (1886)
- Order Św. Włodzimierz kl. II z mieczami (26.06.1906)
- Order Św. Włodzimierza kl. III (1891)
- Order Św. Włodzimierza kl. IV (1881)
- Order Orła Białego (1.01.1912)
- Order Św. Aleksandra Newskiego z mieczami (10.01.1915)
- Order Św. Jerzego kl. IV (1905)
- Order Św. Jerzego kl. III (9.03.1915)